# James Phinney Baxter III
James Phinney Baxter III (Portland, 15 de febrero de 1893-Williamstown, 17 de junio de 1975) fue un historiador, educador y académico estadounidense, que ganó el Premio Pulitzer de Historia en 1947 por su libro Scientists Against Time (1946). También fue autor de The Introduction of the Ironclad Warship (1933).

## Biografía
Era nieto del historiador y alcalde de Portland, Maine, James Phinney Baxter e hijo de James Phinney Baxter, Jr. Asistió a Portland High School y Phillips Academy en Andover, Massachusetts, seguido de Williams College, donde se graduó como mejor estudiante con honores Phi Beta Kappa, fue miembro de la  Sociedad Kappa Alpha y se desempeñó como presidente de Gargoyle Society. Obtuvo títulos de maestría de Williams College y de la Universidad de Harvard y su doctorado de Harvard en 1926.
Enseñó en Colorado College y luego en Harvard, pasando de instructor a profesor titular en 10 años. Se desempeñó como el primer maestro de Adams House. En 1928 fue elegido miembro de la Academia Estadounidense de Artes y Ciencias. En 1937-1961 fue presidente del Williams College. Durante unos años en tiempos de la Segunda Guerra Mundial se desempeñó como coordinador de investigaciones de información (1941-1943) y director de la Oficina de Servicios Estratégicos (1942-1943). En 1943 fue historiador oficial a tiempo parcial de la Oficina de Investigación y Desarrollo Científico, donde escribió Scientists Against Time.
Fue miembro del consejo directivo de la Fundación Paz Mundial.